# Тетраосмийтридекаалюминий
Тетраосмийтридекаалюминий — бинарное неорганическое соединение
осмия и алюминия
с формулой Al13Os4,
серые кристаллы.

## Получение
- Сплавление стехиометрических количеств чистых веществ в атмосфере аргона под давлением 0,5 атм [1]:

{\displaystyle {\mathsf {4\,Os+13\,Al\ {\xrightarrow {1400^{o}C}}\ Al_{13}Os_{4}}}}

## Физические свойства
Тетраосмийтридекаалюминий образует серые кристаллы
моноклинной сингонии,
пространственная группа C 2/m,
параметры ячейки a = 1,764 нм, b = 0,4228 нм, c = 0,7773 нм, β = 115,15°, Z = 2,
структура типа тридекаалюминийтетражелоза Fe4Al13
.
При температуре 5,5 К в соединении происходит переход в сверхпроводящее состояние .